# برنار وایت (هنرپیشه)
برنار وایت (انگلیسی: Bernard White؛ زادهٔ ۸ ژوئن ۱۹۵۹) یک هنرپیشه، و کارگردان اهل ایالات متحده آمریکا است.
از فیلم‌ها یا مجموعه‌های تلویزیونی که وی در آن‌ها نقش داشته است می‌توان به جهان غیرقابل مشاهده اشاره نمود.